# Ой там під горею церковка стоїть
«Ой, там під горею церковка стоїть» — українська колядка. У цій величальній пісні відбилася євангельська хресна історія.
Михайло Грушевський, аналізуючи цю колядку, побачив в ній образ світового дерева, яким розпочинається космогонічний цикл, або райського дерева. Під впливом християнства дерево майже не можливо розгледіти і її місце заступили зроблені з дерева три церкви, три хрести і навіть три гроби, в яких замість Христа і двох розбійників спочивають Христос, Діва Марія і святі. Таким чином, на думку Грушевського, у пісні проступають кілька образів: Сіонська гора, на якій лежать три дерева; з дерева будують три церкви, церква з трьома хрестами і трьома гробами.
У текст також вплетений елемент про квітку, що розцвітає над Дівою Марією, як частина легенди про успіння Богородиці.

## Текст
Один з численних варіантів колядки був зафіксований у Рівненському Поліссі:
Ой, там під горєю церковка стоїть,
А в тій церковці три гроба лєжить, 
В першому гробі Сам Господь лєжить,
В другому гробі Святий Васілє.
А в третьому гробі Пречиста Свята. 
Над Господом Богом кнігі читають,
Над Господом Богом кнігі читають,
Над Святим Василєм свічі палають.
Над Святой Пречистой рожа зацвіла,
А на той же роже птахи сиділи,
Вони сиділи так і полє-
Вони полєтєлі аж под небеса.
Ой под небеса, роступитєся,
Господу Богу оголітеся,
Господу ж Богу поклонітеся,
Царські ворота отворітєся.

## Варіант із записів Михайла Грушевського
| Ішла Марія попід горою, Да й ізійшла на гору круту, Да глянула на землю святу: На тій землі крижі крижують; Ой там вони (!) церкву будують А в тій церковці три гроби стоять Да й ізійшла на гору круту, А на тій горі три древа лежать, З того древа церкви будують. А на тій горі (та на) Сіонській (А на тім дворі) древо стояло, А з того древа церков будують, А в тій церкві криж мальований, А під тим крижом три гроби лежать. А з того древа крижа робили, А на тім крижі Христа мучено. Де кровка кане, церковця стане, А в сій церковці три гроби стоять. А в першім гробі сам Господь лежить, А в другім гробі син божий лежить, | А в третім гробі Діва Марія. Над паном-Богом книги читають, Над сином божим свічки палають, Над Мамков Божов рожа зацвіла, А з тої рожі вилетів пташок, Не є то пташок — є то Син Божий, Є то син божий — людей нам множить І по всім світі і по всій землі. У першому гробі Ісус Христос, А в другім гробі — святий Миколай, А в третім гробі — Діва Марія. На Сусом Христом книги читають, Над Миколаєм свічки палають, Над Марією рожа процвітає, А з тої рожі та вилетів птах, Та вилетів птах та попід небеса. Усі небеса розтворилися, Усі святиї поклонилися: А це ж не птах, це син божий, Це Син Божий — людей намножив. |

## Варіант із записів Миколи Лисенка
Ніхто не знає, як спрежде було,
Приспів:
 Славен єси та на небеси наш милий Боже.
 Я спрежде було, світ зачинався,
 Вража жидова Христа мучила,
 За його ручки гонила шпички.
 Де кровця цятала, там церква стояла,
 А в тій церковці сам Господь попом,
 Сам Господь попом, а янгол - дяком.
 Правлять вони службу за господаря,
 Правлять другу за його жінку,
 Правлять вони третю за його діток.
 Да бувай же здоров, пане хозяїне,
 І сам собою, з дітьми й з жоною.
 Ішла Марія попід горою,
 Аллилуя, аллилуя, попід горою.
 Стріла Марія а три жидови:
 - Чи не ви, жидова, Христа мучили?
 - Не ми, Маріє, наша братія.
 Де кров цятала, там церква стоїть,
 А в тій церковці три гроби стоїть,
 А в тих гробах три святі лежить.
 В первому гробі Сус Христос лежить,
 А у другому Діва Марія,
 А у третьому святий Миколай.
 Над Сусом Христом святі читають,
 Над Миколаєм свічі палають,
 Над Марією роза процвіла,
 З тіє рози та вилинув птах,
 Да полинув птах а в під небеса.
 Святі небеса розтворилися,
 Усі святї поклонилися:
 - Не єсть же ти птах, єсть ти син Божий,
 Що ти на сей світ людей намножив.